# Mayo-Binder
Pour les articles homonymes, voir Mayo et Binder.
Le Mayo-Binder (ou Mayo Binder) est un des 3 départements composant la région du Mayo-Kebbi Ouest au Tchad (Ordonnance N° 027/PR/2012 du 4 septembre 2012). Son chef-lieu est Binder.

## Subdivisions
Le département du Mayo-Binder est divisé en 4 sous-préfectures :
- Binder
- Mboursou
- Mbourao
- Ribao

## Histoire
Le département du Mayo-Binder est instauré le 4 septembre 2012 par démembrement du département du Lac Léré.

## Administration
Liste des administrateurs :
Préfets du Mayo-Binder
- 2013 : Aboubakar Moussa Roufaou[2]